# Поздняков, Василий Иванович
Василий Иванович Поздняков (1 мая 1951, Челябинск — 12 мая 1990) — советский хоккеист, защитник. Тренер. Мастер спорта СССР.

## Биография
Уроженец Челябинска, с 17 лет стал играть за «Горняк» Рудный, вскоре перешёл в «Торпедо» Усть-Каменогорск. В 1971 году был призван на армейскую службу и оказался в СКА Хабаровск из второй лиги. В 1974 году перешёл в команду высшей лиги СКА Ленинград, за которую отыграл шесть сезонов. Завершал карьеру в фарм-клубе СКА ВИФК (1980/81 — 1981/82).
В 1980 году окончил хабаровский государственный институт физической культуры. С сезона 1982/83 — главный тренер хабаровского СКА. По ходу сезона-1989/90 здоровье Позднякова резко ухудшилось. Он скончался 12 мая 1990 года.
На протяжении многих лет в Хабаровске проходит турнир ветеранов хоккея памяти Василия Позднякова.
В 2015 году под своды «Платинум Арены» в Хабаровске самым первым был поднят свитер с номером 2, под которым Поздняков играл за СКА.